# Periclepsis
Periclepsis is een geslacht van vlinders uit de familie van de Tortricidae (Bladrollers). Het geslacht werd voor het eerst wetenschappelijk beschreven door Bradley in 1977.

## Soorten
Het genus bevat de volgende soorten:

- Periclepsis accinctana (Chrétien, 1915)
- Periclepsis cinctana (Denis & Schiffermüller, 1775)